# Spineni
Spineni es una comuna ubicada en el distrito de Olt, Rumania.

## Superficie
Posee una superficie de 73,98 kilómetros cuadrados.

## Demografía
Hasta 2021 la población era de 1791 habitantes, con una densidad de población de 24,21 habitantes por kilómetro cuadrado.